# Joaquim da Bélgica
Joaquim Carlos Maria Nicolau Isabel Marcos de Aviano (Joachim Karl-Maria Nikolaus Isabelle Marcus d'Aviano; Woluwe-Saint-Lambert, 9 de dezembro de 1991) é a terceira criança e filho mais novo da princesa Astrid da Bélgica e de seu marido, o arquiduque Lorenzo da Áustria-Este. É neto do rei Alberto II da Bélgica e atualmente ocupa o oitavo lugar na linha de sucessão ao trono belga.
Joaquim possui um irmão mais velho: Amadeu (nascido em 1986), uma irmã mais velha: Maria Laura (nascida em 1988) e duas irmãs mais novas: Luísa Maria (nascida em 1995) e Letícia (nascida em 2003).

## Nascimento
O príncipe Joaquim nasceu na Clínica Universitária de St. Luc, em Woluwe-Saint-Lambert, uma comuna da Bélgica situada na Região de Bruxelas. Neste mesmo ano, houve uma mudança na Constituição, a qual aboliu a lei sálica. 
Todos os seus avós e bisavós são reais ou nobres; ele descende de famílias reais dinamarquesas, britânicas, portuguesas, espanholas, alemães, austríacos, belgas, italianas, suecas e francesas.

## Educação e interesses
Em 2010, ele ingressou no Malvern College, em Worcestershire, Inglaterra.
Em 16 de novembro de 2010, alistou-se em um curso de treinamento voluntário do exército no Centro de Formação Básica em Arlon, Bélgica. Em 29 de julho de 2011, ele terminou seus estudos na Escola Náutica em Bruges, para se tornar um oficial da Marinha belga.
Fala fluentemente as três línguas oficiais da Bélgica: flamengo, francês e alemão.

## Aparições públicas
A princesa Astrid tenta ao máximo proteger a vida privada de seus filhos. Portanto, são poucas as vezes em que Joaquim pode ser visto aos olhos do público.
Em 21 de julho de 2013 o príncipe Joaquim, acompanhado por outros membros da família real, assistiu à parada civil e militar durante a abdicação do rei Alberto II e a coroação do rei Filipe da Bélgica.

## Títulos e estilos
- 9 de dezembro de 1991 - 7 de fevereiro de 1996: Sua Alteza Imperial e Real, príncipe Joaquim da Bélgica, Arquiduque da Áustria-Este, Príncipe Imperial da Áustria, Príncipe Real da Hungria e Boêmia
- 7 de fevereiro de 1996 - presente:Sua Alteza Imperial e Real, príncipe Joaquim da Bélgica, Arquiduque da Áustria-Este, Príncipe Imperial da Áustria, Príncipe Real da Hungria e Boêmia, Príncipe de Módena

Todos os filhos do arquiduque da Áustria-Este, Lorenzo, ostentarão o título "Príncipe/Princesa da Bélgica" por decreto real belga de 2 de dezembro de 1991, além de seus títulos austríacos: "Arquiduque/Arquiduquesa da Áustria-Este, Príncipe/Princesa Imperial da Áustria, Príncipe/Princesa Real da Hungria e Boêmia, Príncipe/Princesa de Modena". Internacionalmente, Joaquim é denominado brevemente como "SAI&R Príncipe Joaquim da Bélgica, arquiduque da Áustria-Este".